# Жулин (Львовская область)
Жулин (укр. Жулин) — село в Стрыйской городской общине Стрыйского района Львовской области Украины.

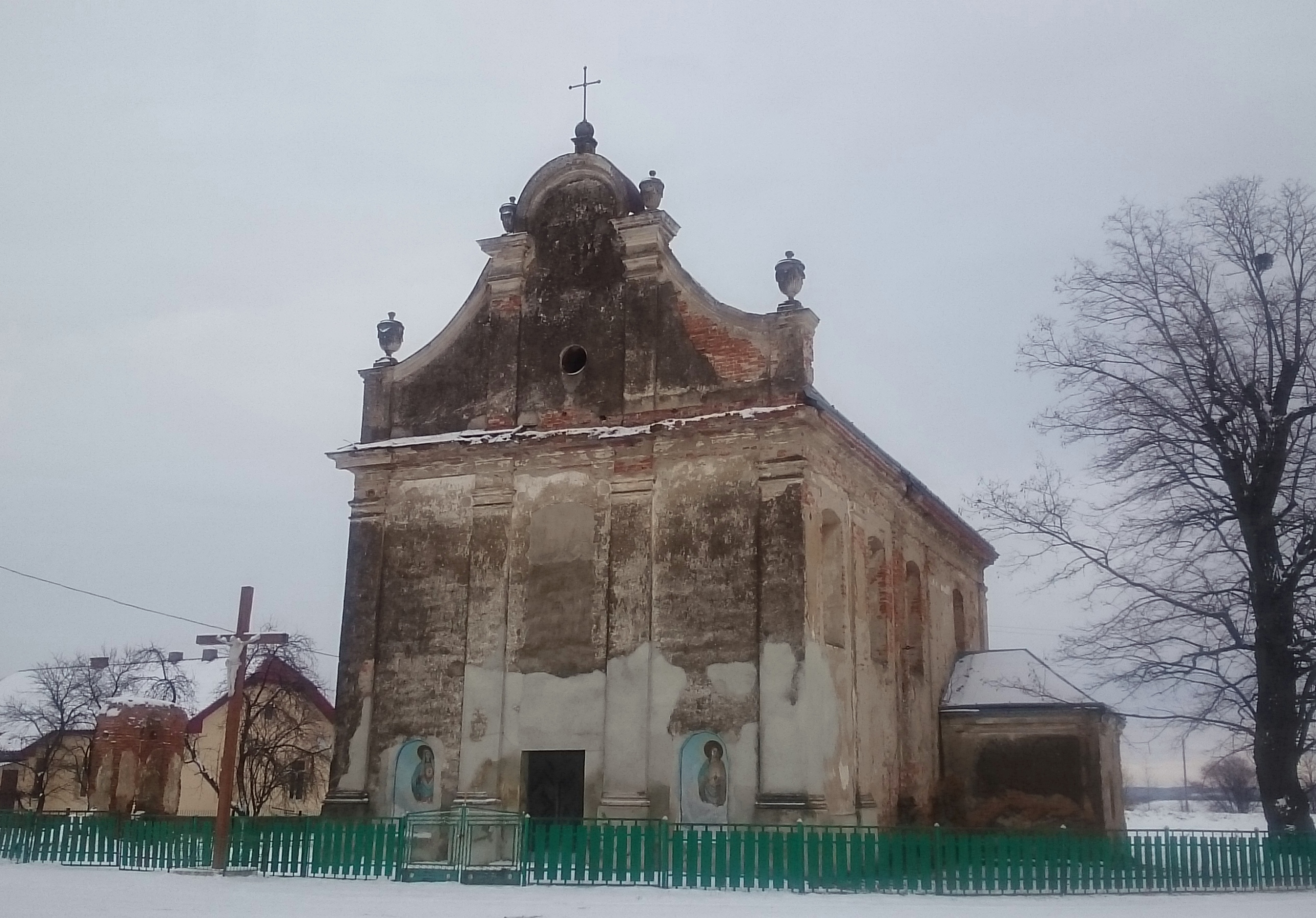
Костёл в селе Жулин

Население по переписи 2001 года составляло 968 человек. Занимает площадь 1,2 км². Почтовый индекс — 82470. Телефонный код — 3245.